# Ascobolus lignatilis
Ascobolus lignatilis Alb. & Schwein. – gatunek grzybów z rodziny Ascobolaceae.

## Systematyka i nazewnictwo
Pozycja w klasyfikacji według Index Fungorum: Ascobolus, Ascobolaceae, Pezizales, Pezizomycetidae, Pezizomycetes, Pezizomycotina, Ascomycota, Fungi.
Po raz pierwszy opisali go w 1805 r. Johannes Baptista von Albertini i Lewis David von Schweinitz na drewnie sosny w Niemczech i nadana przez niego nazwa naukowa jest aktualna. Synonim: Ascobolus lignatilis var. fagisedus Velen. 1934.

## Zasięg występowania i siedlisko
Podano stanowiska Ascobolus lignatilis w Europie, Ameryce Północnej i na Nowej Zelandii. W Polsce do 2006 r. znane było tylko jedno stanowisko, podane w 1908 r. przez J. Schroetera, w późniejszych latach brak nowych stanowisk tego gatunku.
Grzyb saprotroficzny występujący na drewnie.